# 王緯
王 緯（おう い、728年 - 798年）は、唐代の官僚。字は文卿。本貫は太原府晋陽県。

## 経歴
長安県尉の王之咸の子として生まれた。明経に挙げられ、さらに書判に合格した。長安県尉を経て、観察使の幕佐に出向し、御史郎官に任じられた。入朝して金部員外郎となり、剣南租庸使・検校司封郎中・彭州刺史・検校庶子・兼御史中丞・西川節度営田副使をつとめた。大暦年間、路嗣恭が江西観察使となると、判官の李泌を陥害した。王緯もまた路嗣恭の下で判官をつとめていたが、路嗣恭を説得して、李泌を救った。貞元3年（787年）、李泌が宰相となると、王緯は給事中に抜擢された。数日も経たず、さらに潤州刺史・兼御史中丞・浙江西道都団練観察等使に抜擢された。貞元10年（794年）、御史大夫を加えられ、諸道塩鉄転運使を兼ねた。3年して、検校工部尚書を加えられた。貞元14年（798年）、死去した。享年は71。太子少保の位を追贈された。

## 伝記資料
- 『旧唐書』巻146 列伝第96
- 『新唐書』巻159 列伝第84